# Rodolfo Begonha
Rodolfo Begonha – portugalski rugbysta, dwukrotny reprezentant Portugalii w rugby union mężczyzn. 
Jego pierwszym meczem w reprezentacji było spotkanie z Hiszpanią, które zostało rozegrane 27 marca 1966 w Madrycie. Ostatni raz w reprezentacji zagrał 24 kwietnia 1966 z Belgią w Brukseli. 